# Ramaria pupulispora
Ramaria pupulispora är en svampart som beskrevs av Corner 1970. Ramaria pupulispora ingår i släktet Ramaria och familjen Gomphaceae.   Inga underarter finns listade i Catalogue of Life.